# Aaliyah Brown
Aaliyah Brown (ur. 6 stycznia 1995) – amerykańska lekkoatletka specjalizująca się w biegach sprinterskich.
Złota medalistka mistrzostw świata z Londynu w biegu sztafetowym 4 × 100 metrów.

## Osiągnięcia
| Rok  | Impreza            | Konkurencja | Miejsce                 | Lokata     | Wynik (s) |
| ---- | ------------------ | ----------- | ----------------------- | ---------- | --------- |
| 2017 | Mistrzostwa świata | Londyn      | sztafeta 4 × 100 metrów | 1. miejsce | 41,82     |

## Rekordy życiowe
- Bieg na 60 metrów (hala) – 7,28 (2015)
- Bieg na 100 metrów – 11,01 (2017)
- Bieg na 200 metrów – 22,76 (2015) / 22,60w (2017)